# Silver Shine
Silver Shine (né le 23 février 2009) est un cheval hongre Oldenbourg de robe grise, monté en saut d'obstacles par les cavaliers suisses Martin Fuchs et Niklaus Schurtenberger.

## Histoire
Silver Shine naît le 23 février 2009 au Gestüt Lewitz, à Neustadt-Glewe en Allemagne.
Il rejoint à partir de 2018 les écuries du cavalier suisse Martin Fuchs, acquis par Luigi Balieri. 
Ce dernier le confie à Paris Sellon, avec qui le hongre atteint le niveau des concours de saut internationaux 5 étoiles (CSI5*). À partir de début 2019, Fuchs monte Silver Shine lui-même et obtient de bons résultats aux concours d'Aix-la-Chapelle, de Calgary, de Rome, de Lyon et de Bâle. Silver Shine participe aussi à la finale du Top 10 de Genève en 2019, où il termine deuxième. Il est cependant le second choix de Fuchs pour une éventuelle participation aux Jeux olympiques d'été de 2020, ce dernier lui préférant Clooney 51, plus expérimenté.
Le 18 décembre 2020, Martin Fuchs annonce le départ de Silver Shine de ses écuries pour celles de Niklaus Schurtenberger à Lyss, où il a été racheté par Sascha Rikart,. Il justifie ce choix par la volonté de garder de cheval en Suisse et de renforcer l'équipe nationale de saut d'obstacles. Schurtenberger en fait son cheval de tête. Le couple vise alors les championnats d'Europe de saut d'obstacles de 2021 et les Jeux olympiques d'été de 2024. 

## Description

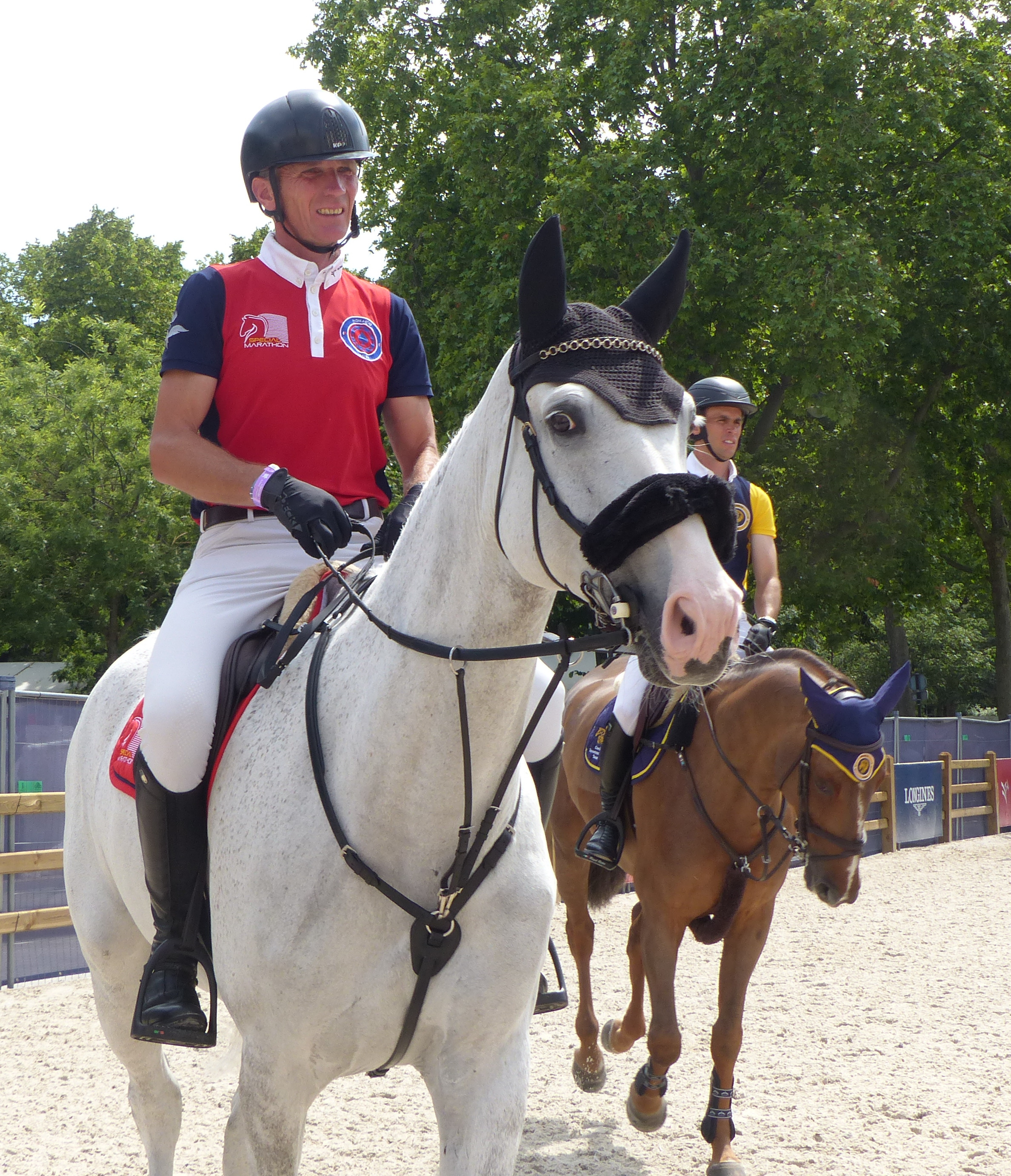
Silver Shine monté par Niklaus Schurtenberger au Paris Eiffel Jumping de 2023.

Silver Shine est un hongre de robe grise, inscrit au stud-book de l'Oldenbourg .

## Palmarès
Il franchit un obstacle d'une hauteur de 1,97 m monté par Martin Fuchs dans l'épreuve de puissance du Longines Masters de Paris en janvier 2020, remportant cette épreuve ex-aequo avec Can Can Della Caccia monté par Nayel Nassar.

## Origines
Ses origines sont essentiellement allemandes, puisque c'est un fils de l'étalon Holsteiner Califax, sa mère Agronda étant une jument issue de l'étalon Oldenbourg Balou du Rouet. 
Silver Shine présente 35,09 % d'origines génétiques Pur-sang selon le site web Hippomundo.